# 利亚托申卡农村居民点
利亚托申卡农村居民点（俄语：Лятошинское сельское поселение）是俄罗斯联邦伏尔加格勒州旧波尔塔夫卡区所属的一个农村居民点。其下辖有1个居民点，行政中心为利亚托申卡。据2016年统计，该农村居民点的人口为573人。